# Għar Qawqla

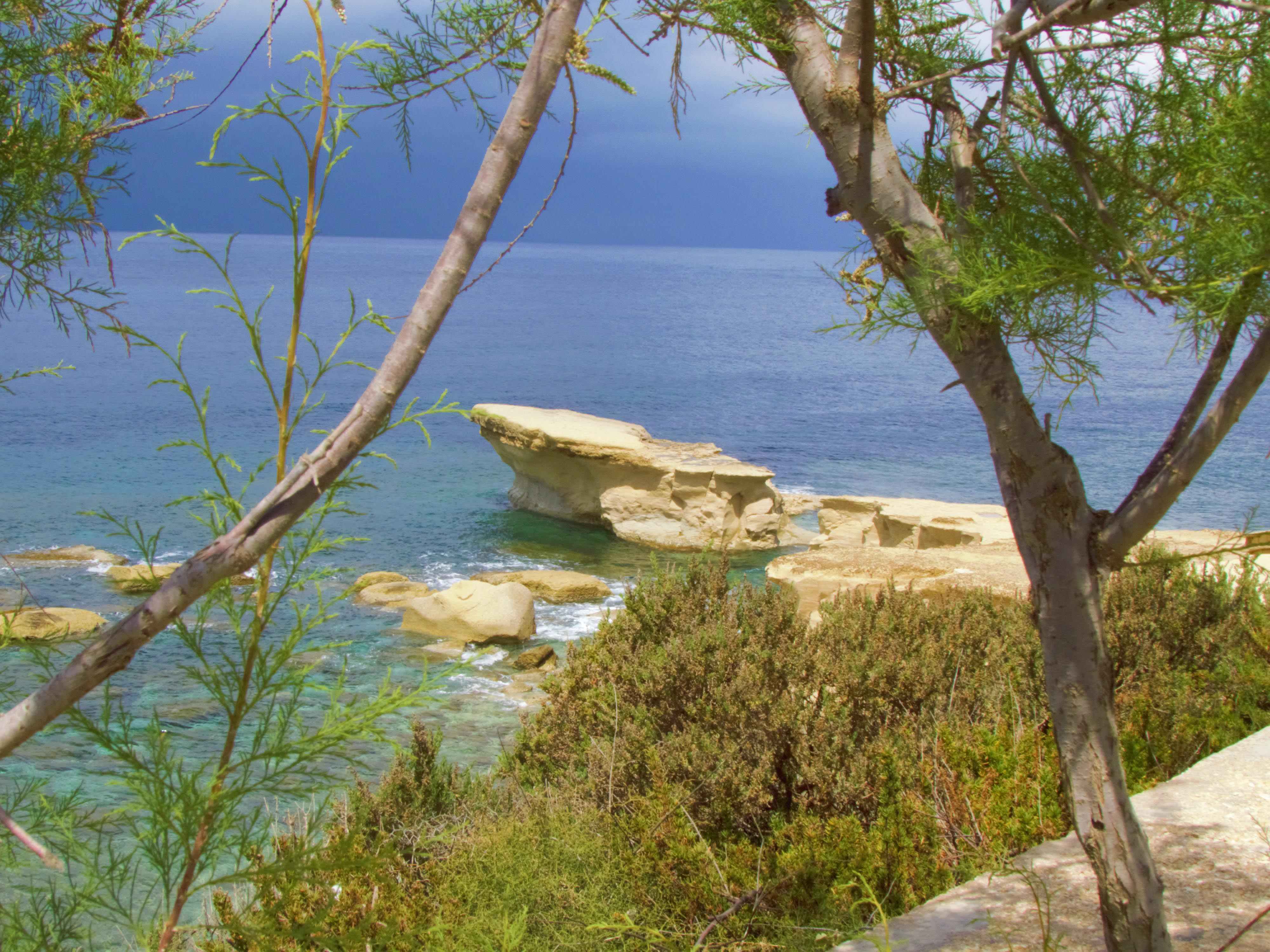
Die Felsformation Għar Qawqla

Għar Qawqla ist eine Felsformation in der Marsalforn Bay, die an der Nordostküste der zum maltesischen Archipel gehörende Insel Gozo liegt. Bei diesem Felsen handelt es sich um die Reste eines eingestürzten Felsentores. Er gehört zur Gemeinde Żebbuġ.
Auf Fotografien des beginnenden 20. Jahrhunderts ist ein Felsbogen zu erkennen, der den im 21. Jahrhundert noch etwa 3 m hohen Felsen mit dem Festland verband.
Solche Höhlen oder vom Meer ausgespülte Bögen, wie sie die Għar Qawqla ursprünglich darstellte, werden im gozitanischen Dialekt der maltesischen Sprache als forna bezeichnet. Hieraus leiten manche den zweiten Bestandteil forn des Ortsnamens Marsalforn her.